# Anselme Brusa
Plinio Ansèlme Brusa, född 27 augusti 1899 i Chiasso, död 24 juli 1969 i Lyon, var en fransk roddare.
Brusa blev olympisk bronsmedaljör i tvåa med styrman vid sommarspelen 1932 i Los Angeles.